# Sydney Cove
Sydney Cove est une crique du littoral sud de la baie de Port Jackson, dans la mer de Tasman. Elle forme une échancrure du littoral nord de la Cité de Sydney, à Sydney, en Nouvelle-Galles du Sud, sur la côte Pacifique de l'Australie. Son entrée, qui s'effectue par le nord, est dominée à l'est par l'opéra de Sydney. 
C'est autour de cette baie, notamment au sud de celle-ci à l'emplacement actuel de Circular Quay, que le capitaine Arthur Phillip, à la tête de la First Fleet (« Première flotte »), prit possession de l'Australie le 26 janvier 1788 et fonda la ville de Sydney (événement commémoré depuis par l'Australia Day). Les premières construction de grès furent édifiées par les Européens sur le côté ouest donnant naissance à The Rocks, le plus ancien quartier de la ville.
Le réseau de ferry de Sydney, qui a grandi avec le développement de l'agglomération de Sydney, notamment la rive nord de Port Jackson, est centré sur Circular Quay, maintenant Sydney Cove au cœur de l'activité urbaine.

## Galerie
|                          |
| Circular Quay vers 1905. |

|                        |
| Sydney Cove vers 1906. |

|                                           |
| Le Harbour Bridge et Sydney Cove en 1932. |

|                        |
| Circular Quay en 1971. |

|                               |
| Ferry devant l'opéra en 1973. |

|                                               |
| Sydney Cove depuis le Harbour Bridge en 2015. |